# Vier lieben dich
Vier lieben dich (Originaltitel: Multiplicity) ist eine US-amerikanische Filmkomödie aus dem Jahr 1996. Der Regisseur war Harold Ramis, das Drehbuch schrieben Chris Miller, Mary Hale, Lowell Ganz und Babaloo Mandel. Die Hauptrollen spielten Michael Keaton und Andie MacDowell. Der Film startete am 31. Oktober 1996 in den deutschen Kinos.

## Handlung
Der gestresste Bauingenieur Doug Kinney beklagt den ständigen Zeitmangel. Der Wissenschaftler Leeds bietet an, Kinney zu klonen, damit sein Klon einen Teil der Verpflichtungen übernehmen kann. Doug willigt ein und kann fortan die Freizeit genießen, während sein Klon die Baufirma leitet.
Etwas später lässt sich Doug Kinney ein weiteres Mal klonen, da er zwar mehr Zeit mit der Familie verbringen darf, letztendlich aber immer noch keine Zeit für sich selbst findet. Der zweite Klon übernimmt also den Job des Familienvaters.
Ohne Dougs Wissen lässt sich der zweite Klon nochmals klonen und diese "Kopie einer Kopie" ist geistig zurückgeblieben. Der genervte Doug versucht es, durch Regelwerke das Zusammenleben der Klone zu organisieren. Ganz besonders ist den Klonen Sex mit Dougs Ehefrau Laura verboten. Sie weiß nichts von den Klonen; die vier Männer versuchen, sich nicht gleichzeitig Laura zu zeigen. Doug schafft es, indem er das Haus mit Hilfe seiner Klone ausbaut, die Liebe seiner Frau zurückzugewinnen. Nachdem Laura innerhalb kürzester Zeit allen drei Klonen nacheinander begegnet und mit jedem von ihnen Sex hat, kommt es zum Streit zwischen Doug und seinen Klonen. Die Klone merken, dass Doug sie nun nicht mehr braucht und verlassen die Stadt. Später erhält Doug eine Postkarte von den Klonen, die sich erfolgreich in Florida niedergelassen haben und eine Pizzeria führen.

## Kritiken
Der Film erhielt eher schlechte Kritiken, er wurde als „steril“ (TV Spielfilm 22/1996) und „mangelhaft“ (film-dienst 22/1996) bezeichnet. Dem Film wurde ein Mangel der Tiefe vorgeworfen. Die Zeitschrift Cinema 11/1996 lobte die Tricktechnik.

## Hintergründe
Die Dreharbeiten fanden innerhalb von ca. drei Monaten ab August 1995 statt. Die Produktionskosten betrugen schätzungsweise 45 Millionen US-Dollar. Der Film spielte weltweit ca. 34,1 Millionen US-Dollar ein, darunter ca. 20,1 Millionen US-Dollar in den Kinos der USA.

## Einzelbelege
1. ↑  www.djfl.de (Memento vom 17. Mai 2006 im Internet Archive)
2. ↑  Box office / business für Multiplicity, abgerufen am 5. August 2007